# Chełchy (województwo podlaskie)
Chełchy – wieś w Polsce położona w województwie podlaskim, w powiecie kolneńskim, w gminie Grabowo.
Prywatna wieś szlachecka położona była w drugiej połowie XVI wieku w powiecie wąsoskim ziemi wiskiej województwa mazowieckiego. W latach 1975–1998 miejscowość administracyjnie należała do województwa łomżyńskiego.
Sołtysem wsi został Michał Śleszyński.
Wierni kościoła rzymskokatolickiego należą do parafii św. Stanisława Biskupa i Męczennika w Niedźwiadnej.